# Friedrich Voggenberger
Friedrich Voggenberger, auch Fritz Voggenberger, (* 18. November 1884 in Aulendorf; † 3. September 1924 in Frankfurt am Main) war ein deutscher Architekt und Innenarchitekt.

„Voggenberger gehörte zu den ersten deutschen Architekten, die der Farbe in der Architektur besondere Bedeutung beimaßen.“

## Bauten und Entwürfe
- 1911–1914: Neubau des Jüdischen Krankenhauses mit Schwesternhaus in Frankfurt am Main, Gagernstraße 36 (gemeinsam mit Franz Roeckle)[1]
- 1913: Internationale Baufach-Ausstellung Leipzig 1913[3]
  - Gestaltung des Empfangsraumes der von Karl Poser entworfenen Halle für hygienische Baueinrichtungen (nicht erhalten)
  - Gebäude der Sonderausstellung für Krankenhausbau (Krankenhaus-Ausstellung) (nicht erhalten)
- 1919: Werkbund-Messhaus in Frankfurt am Main[2] (nicht erhalten)
- 1920/1921: Erweiterungsbau der Sektkellerei Feist in Frankfurt am Main, Sachsenhausen, Hainer Weg 37/53.[4]
- um 1920/1921: Wohnhaus Pollatschek in Frankfurt am Main (-Sachsenhausen), Forsthausstraße 61, heute Kennedyallee (verändert erhalten)[5]
- um 1920/1921: Wohnhaus für den Gestütsbesitzer Wilhelm Paderstein auf Hof Häusel bei Eppstein (Taunus)-Vockenhausen[5][6]
- 1922: Wohnhaus Kertess in Frankfurt am Main (-Sachsenhausen), Eschenbachstraße 25 (unter Denkmalschutz)[5]
- 1922–1923: Fabrik- und Bürogebäude der Kleiderfabrik Fritz Vogel & Co. in Frankfurt am Main, Ecke Bismarck- und Moltkeallee (heute Theodor-Heuss-Allee und Hamburger Allee), (nur 1. Bauabschnitt (ohne geplanten Hochhaus-Bauteil) ausgeführt, nicht erhalten)[7]
- 1923: Geschäftshaus Unterer Markt in Neunkirchen (Saar) (1938 Aufstockung durch Stockhausen; unter Denkmalschutz)
- 1924: Wohnhaus Brunnenstraße 86 in Neunkirchen (Saar) (1933 Umbau durch Richard Müller; unter Denkmalschutz)